# 홍남로
 홍남로(Hongnam-ro)는 충청남도 홍성군 은하면묵현교차로에서 광천읍소암삼거리잇는 도로이다.

## 주요 경유지
충청남도
- 홍성군 (은하면 . 광천읍)

## 노선
전 구간 국가지원지방도 제96호선에 속하므로 이 노선에 대한 별도 표기는 생략한다.
| 이름                            | 접속 노선              | 소재지          | 소재지          | 비고            |
| 홍남서로와 직결                 | 홍남서로와 직결        | 홍남서로와 직결 | 홍남서로와 직결 | 홍남서로와 직결 |
| ------------------------------- | ---------------------- | --------------- | --------------- | --------------- |
| 목현 교차로                     | 은하로 임해로          | 홍성군          | 은하면          |                 |
| 화봉삼거리                      | 은하로184번길          | 홍성군          | 은하면          |                 |
| 광천 나들목                     | 15호선 서해안고속도로  | 홍성군          | 은하면          |                 |
| 은하 교차로 (은하육교)          | 천광로                 | 홍성군          | 은하면          |                 |
| 신상정교                        | 홍남로515번길          | 홍성군          | 광천읍          |                 |
| 상정교                          |                        | 홍성군          | 광천읍          |                 |
| 단아래사거리                    | 국도 제21호선 (충서로) | 홍성군          | 광천읍          |                 |
| 광천오거리                      | 광천로 광천로329번길   | 홍성군          | 광천읍          |                 |
| 광천우체국 충남드론항공고등학교 |                        | 홍성군          | 광천읍          |                 |
| 소암삼거리                      | 광금남로               | 홍성군          | 광천읍          |                 |
| 홍남동로와 직결                 |                        |                 |                 |                 |

## 주요 건물 및 시설
- CU 광천점 (홍남로 639/신진리 436-4)
- 농협 광천지점 (홍남로 669/신진리 420-1)
- 뚜레쥬르 충남광천점 (홍남로 670/광천리 176-1)
- KT민텔레콤 광천점 (홍남로 676/광천리 172-14)
- 광천우체국 (홍남로 683/광천리 168-4)
- CU 광천제일고점 (홍남로 688/광천리 66-8)
- 충남드론항공고등학교 (홍남로 695/광천리 124-11)